# Hockey Club Ambrì-Piotta Girls
L'Hockey Club Ambrì Piotta Girls (più comunemente HCAP Girls o solamente Girls) è un club di hockey su ghiaccio svizzero femminile, ha disputato la sua prima stagione nel 2017-2018 e attualmente milita nella Swiss Women's Hockey League A.

## Roster
Dati aggiornati al 12 novembre 2024.
| N. | Naz.                 | Ruolo | Nome                 | Anno | Alt. | Peso | Tiro |
| -- | -------------------- | ----- | -------------------- | ---- | ---- | ---- | ---- |
| 31 | Svizzera (bandiera)  | P     | Sofia Bernardasci    | 2005 | -    | -    | -    |
| 44 | Svizzera (bandiera)  | P     | Sofia Decristophoris | 2003 | -    | -    | -    |
|    |                      |       |                      |      |      |      |      |
| 5  | Svizzera (bandiera)  | D     | Nicla Gianettoni C   | 1998 | 165  | 54   | L    |
| 14 | Svizzera (bandiera)  | D     | Melissa Capezzali    | 2007 | 157  | 59   | L    |
| 16 | Svizzera (bandiera)  | D     | Anna Näf             | 2004 | -    | -    | -    |
| 19 | Svizzera (bandiera)  | D     | Selina Beer          | 2000 | -    | -    | -    |
| 23 | Svizzera (bandiera)  | D     | Nicole Bullo         | 1987 | 160  | 54   | L    |
| 28 | Svizzera (bandiera)  | D     | Lucia Luraschi       | 2004 | -    | -    | -    |
| 59 | Svizzera (bandiera)  | D     | Lara Anthamatten     | 2006 | -    | -    | -    |
| 80 | Svizzera (bandiera)  | D     | Emma Motalbetti      | 2002 | -    | -    | -    |
|    |                      |       |                      |      |      |      |      |
| 11 | Svizzera (bandiera)  | A     | Elisa Dalessi        | 2007 | 150  | 50   | L    |
| 15 | Italia (bandiera)    | A     | Greta Niccolai       | 2001 | 162  | 54   | R    |
| 18 | Rep. Ceca (bandiera) | A     | Michaela Pejzlova    | 1997 | 162  | 54   | L    |
| 24 | Svizzera (bandiera)  | A     | Zoe Merz             | 2002 | 167  | 66   | R    |
| 26 | Svizzera (bandiera)  | A     | Valerie Christmann   | 2004 | -    | -    | -    |
| 27 | Finlandia (bandiera) | A     | Jenna Kaila          | 2001 | 171  | 53   | R    |
| 49 | Svezia (bandiera)    | A     | Fanny Rask           | 1991 | 168  | 64   | L    |
| 88 | Svizzera (bandiera)  | A     | Romy Eggimann        | 1995 | 158  | 55   | L    |
| 91 | Finlandia (bandiera) | A     | Julia Liikala        | 2001 | 166  | 64   | L    |
| 92 | Svizzera (bandiera)  | A     | Laura Desboeufs      | 1996 | 162  | 63   | L    |

Legenda: P=Portiere; D=Difensore; A=Attaccante; L=Sinistra; R=Destra

### Staff tecnico
Aggiornato al 12 novembre 2024.
| Ruolo                   | Nome                 |
| ----------------------- | -------------------- |
| Direttore sportivo:     | Jörg Eberle          |
| Allenatore:             | Benjamin Rogger      |
| Vice allenatore:        | Christian Agustoni   |
| Staff:                  | Jessica Celio        |
| Praparatrice atletica:  | Céline Abgottspon    |
| Fisioterapista:         | Alessandra Colombini |
| Team Manager:           | Francesca Rossi      |
| Staff:                  | Laura Trisconi       |
| Responsabile materiale: | Christine Desboeufs  |

## Cronologia
Tutte le competizioni alle quali la squadra ha preso parte dalla sua creazione nel 2017.

### Campionato
| Stagione  | Lega   | GP | W  | L  | OTW | OTL | GF  | GA  | PTS | PPG  | Classifica | Note                             |
| --------- | ------ | -- | -- | -- | --- | --- | --- | --- | --- | ---- | ---------- | -------------------------------- |
| 2017-2018 | SWHL C | 12 | 4  | 6  | 2   | 1   | 26  | 25  | 17  | 1.42 | 4°         | -                                |
| 2018-2019 | SWHL D | 12 | 12 | 0  | 0   | 0   | 123 | 11  | 36  | 3    | 1°         | Campionesse delle lega, promosse |
| 2019-2020 | SWHL C | 15 | 14 | 1  | 2   | 0   | 112 | 16  | 42  | 2.8  | 1°         | Campionesse delle lega, promosse |
| 2020-2021 | SWHL B | 4  | 3  | 1  | 0   | 0   | 17  | 6   | 9   | 2.25 | 4°         | Stagione cancellata per COVID-19 |
| 2021-2022 | SWHL B | 18 | 12 | 5  | 0   | 1   | 75  | 37  | 37  | 2.06 | 2°         | Campionesse delle lega, promosse |
| 2022-2023 | SWHL A | 24 | 1  | 21 | 0   | 0   | 44  | 146 | 6   | 0.25 | 7°         | Salvate dalla relegazione        |
| 2023-2024 | SWHL A | 28 | 19 | 7  | 0   | 0   | 123 | 66  | 60  | 2.14 | 3°         | Perso alla semifinale            |
| 2024-2025 | SWHL A |    |    |    |     |     |     |     |     |      |            | In corso                         |

Legenda:

GP=Partite giocate; W=Vittorie; L=Perse; OTW=Vinta ai supplementari; OTL=Persa ai supplementari;

GF=Gol fatti; GA=Gol subiti; PTS=Punti fatti; PPG=Punti per partita

### Tornei
| Stagione  | Lega            | GP | W | L | OTW | OTL | GF | GA | PTS | PPG  | Classifica | Note                            |
| --------- | --------------- | -- | - | - | --- | --- | -- | -- | --- | ---- | ---------- | ------------------------------- |
| 2017-2018 | Swiss Women Cup | 2  | 1 | 1 | 0   | 0   | 4  | 3  | 3   | 1.5  | 30°        | Perso ai 16°                    |
| 2018-2019 | Swiss Women Cup | 4  | 1 | 1 | 2   | 0   | 24 | 17 | 7   | 1.75 | 5°         | Perso ai quarti di finale       |
| 2019-2020 | Swiss Women Cup | 3  | 2 | 1 | 0   | 0   | 40 | 13 | 6   | 2    | 9°         | Perso agli 8°                   |
| 2021-2022 | National Cup    | 2  | 1 | 1 | 0   | 0   | 7  | 7  | 3   | 1.5  | 13°        | Perso agli 8°                   |
| 2022-2022 | National Cup    | 4  | 2 | 2 | 0   | 0   | 12 | 16 | 6   | 1.5  | 4°         | Perso la finalina per il bronzo |
| 2023-2024 | National Cup    | 2  | 1 | 1 | 0   | 0   | 18 | 5  | 3   | 1.5  | 7°         | Perso ai quarti di finale       |

Legenda:

GP=Partite giocate; W=Vittorie; L=Perse; OTW=Vinta ai supplementari; OTL=Persa ai supplementari;

GF=Gol fatti; GA=Gol subiti; PTS=Punti fatti; PPG=Punti per partita

## Pista
Dalla loro creazione fino al 2021 la squadra ha giocato nella Pista Valascia, in seguito si è trasferita nella nuova Gottardo Arena.